# Enfrentamiento étnico en Salitre
El enfrentamiento de Salitre se refiere a una serie de tensiones y confrontaciones étnicas en el territorio indígena de Salitre de Puntarenas, Costa Rica, entre la población indígena bribri y finqueros y otros propietarios de etnias no indígenas (mayormente blanca o mestiza). Aunque con amplios precedentes, el enfrentamiento recrudeció a partir de junio de 2014 en que se reportan quemas de ranchos, bloqueos y actos violentos. Esto causó la intervención gubernamental que remitió operativos de la Fuerza Pública para mantener la paz. 

## Antecedentes
La Ley Indígena promulgada en 1977 crea jurídicamente los territorios indígenas y establece que estos son exclusiva propiedad de dichas comunidades. Prohíbe su venta, cesión, expropiación, renuncia o reducción y establece que toda propiedad en manos de no indígenas adquirida previo a 1977 deberá ser expropiada a cuenta del Estado y los propietarios indemnizados por el gobierno, mientras que toda propiedad o construcción posterior a la promulgación de la ley deberá ser desalojada sin indemnización alguna.
El territorio indígena de Salitre, en Puntarenas, es uno de estos casos y pertenece a la etnia bribri. Sin embargo, las expropiaciones y reubicaciones de la población no indígenas no se han realizado e incluso se hicieron construcciones nuevas y usurpación de tierras posteriores. 

## Características
Algunos sectores en pugna pertenecen a grupos étnicos diferenciados. Por un lado los indígenas de etnia bribri que, en teoría, son los únicos permitidos por ley de poseer tierras y propiedades en dicha región, y los finqueros y otros vecinos que poseen propiedades en la reserva, los cuales son mayormente de etnias blanca (en el sentido costarricense) y mestiza. Sin embargo, los enfrentamientos no se limitan sólo a ser una confrotnación entre bribris y no bribris, sino también se reportan luchas internas entre facciones bribris. Según la viceministra de Gobernación Carmen Muñoz los gobiernos previos han sido permisivos e indiferentes con el asunto y se han desentendido de la situación evitando atenderla debidamente. El gobierno de Costa Rica convocó meses atrás la Mesa de Diálogo entre el Estado y los pueblos indígenas que permitió delimitar las fronteras territoriales de estas comunidades

## Historia
Las tensiones tienen una existencia de muchas décadas, sin embargo, fue entre el 5 y 6 de julio de 2014 cuando se tornaron más crudos, al denunciarse quema de ranchos de indígenas, bloqueos de caminos por parte de finqueros y enfrentamientos violentos. Grupos indígenas han denunciado persecución, amenazas y burlas racistas y que familias indígenas se han escondido en la montaña por temor a amenazas.
El periódico Semanario Universidad denunció que grupos de finqueros no permitieron a sus periodistas llegar a la zona para cubrir la noticia.
La versión de algunas familias no indígenas de la zona acusa al dirigente indígena Sergio Rojas y sus seguidores de apoderarse violentamente de propiedades de no indígenas y de indígenas que no estén de acuerdo con sus posturas, siendo estos últimos tratados como “ajenos”. No obstante, el propio Rojas asegura haber sido amenazado de muerte y sufrido atentados contra su vida (consistentes en disparos a su vivienda) por su activismo político a favor de la recuperación de tierras que, asegura, han sido invadidas o usurpadas a su pueblo
La administración Solís Rivera del centroizquierdista Partido Acción Ciudadana envió un destacamento de la Fuerza Pública a mantener el orden así como un grupo negociador coordinado por la viceministra de la Presidencia Ana Gabriel Zúñiga a dialogar con las partes. El dirigente bribri Jerry Rivera denunció que cerca de 100 personas de etnia blanca habían impedido el acceso a la reservación bribri en Salitre obstruyendo la entrada a la misma con vagonetas e incluso impidiendo la entrada de la delegación del gobierno y la viceministra Zúñiga. El ministro de Seguridad Pública Celso Gamboa aseguró que harían lo necesario para frenar todo acto violento en la zona. El 8 de julio el gobierno costarricense logró poner fin al bloqueo realizado por los terratenientes locales y firmó un acuerdo con las partes suscrito por los dirigentes indígenas y otros sectores

## Reacciones
- Naciones Unidas hizo un llamado a la paz y al restablecimiento del orden, la defensa de los derechos de los pueblos indígenas al lado del mantenimiento de los Derechos Humanos de todos los ciudadanos que habitan el lugar y felicitó al gobierno por el envío de personeros y miembros del Gabinete a la zona.[9]
- En la Asamblea Legislativa hubo pronunciamiento de parte de las bancadas del Partido Acción Ciudadana y Frente Amplio.[10]